# Virgilio Estival
Virgilio Estival (Parigi, 1835 – Parigi, 18 settembre 1870) è stato un patriota e scrittore francese naturalizzato italiano, di idee mazziniane, che militò nelle guerre risorgimentali per l'unità d'Italia.

## Biografia
Figlio di Juan Florentio Achille di origine spagnola ed Eugenie Billielte belga, Eugenio Estival nacque su un carrozzone nei pressi di Parigi nel 1835.
Ufficiale degli zuavi di Napoleone III, partecipò alla seconda guerra di indipendenza  combattendo in Italia nella Brigata "Picard" del II corpo d'armata francese del generale Patrice de Mac-Mahon, nella battaglia di Magenta e nella battaglia di Solferino e San Martino.
Terminata la guerra, sul finire del 1859, grazie anche agli aiuti della massoneria alla quale si era affiliato, Virgilio Estival si arruolò nell'esercito sabaudo e prese parte alla campagna nell'Italia meridionale impegnato nell'assedio di Gaeta con il 35º reggimento fanteria della brigata Pistoia. Trasferito a Messina per sedare la resistenza della guarnigione borbonica ancora asserragliata nella fortezza, si guadagnò una medaglia al valor militare.
Con l'insorgere del fenomeno del brigantaggio operò in Calabria e in Sicilia impegnato nella dura repressione, esperienza che lo segnò profondamente nell'animo e che condannò in seguito con un articolo giornalistico.
L'11 febbraio 1863 si sposò, a Ferrara, con Anna Solimani e poco dopo si congedò dall'esercito trasferendosi nella città romagnola.
Entrato in contatto con i circoli mazziniani, divenne amico di Giuseppe Dolfi, Alberto Mario, Antonio Mosto e saltuario corrispondente del quotidiano "Il Dovere" di Genova, ove pubblicò un articolo sulle malefatte dell'esercito piemontese nel meridione e un'invettiva contro la monarchia che gli costò la schedatura della polizia.
Trasferitosi a Napoli il 26 febbraio 1866, collaborò con il quotidiano "Il Popolo d'Italia", organo dell'Associazione Unitaria Nazionale, di Giuseppe Mazzini e entrò in contatto con Giovanni Nicotera e Aurelio Saffi.
Allo scoppio della terza guerra di indipendenza del giugno 1866 si arruolò nel Corpo Volontari Italiani di Giuseppe Garibaldi. Nominato tenente, poi promosso capitano, della 5ª compagnia  (altri ricercatori sostengono fosse invece la 12ª compagnia) del 2º Reggimento Volontari Italiani del tenente colonnello Pietro Spinazzi. Comandante della "compagnia volante" contribuì all'occupazione del Monte Stino conseguente la battaglia di Ponte Caffaro, alle Operazioni in Val Vestino, all'occupazione del Monte Nota a Tremosine e alla battaglia di Pieve di Ledro. Al termine della campagna nello scritto Garibaldi e il governo italiano nel 1866, Estival criticò duramente le scelte del governo italiano sulla conduzione della guerra contro l'Austria e l'operato del tenente colonnello Pietro Spinazzi che fiaccò il reggimento in marce estenuanti e non contribuì alla battaglia di Bezzecca.
Nel luglio del 1867 su indicazione di Giuseppe Mazzini si trasferì nella capitale del Regno a Firenze con il compito di organizzare e reclutare uomini per la liberazione di Roma. Nell'ottobre seguì nuovamente Garibaldi nella spedizione dell'Agro Romano: combatté a Monterotondo, eseguì un'operazione in Roma su ordine di garibaldi per consegnare documenti agli insorti e prese parte alla battaglia di Mentana. Fuggito con Garibaldi, fu arrestato a Firenze con l'accusa di aver cospirato contro la sicurezza dello Stato. Processato fu espulso a vita dal Regno d'Italia.
Espatriato in Svizzera, grazie all'aiuto di Giuseppe Mazzini trovò una momentanea ospitalità presso la casa di Sara Nathan, poi fu a Zurigo per due anni, infine trovò dimora a Parigi, ove morì il 18 settembre 1870 di tubercolosi.

## Opere
- Garibaldi e il governo italiano nel 1866, Milano 1866.
- con Salvatore Morelli, La Donna e la Scienza, o la soluzione del problema sociale ..., 1869.